# Società Sportiva Nervi 2013-2014

## Rosa
| N° |                      | Ruolo | Giocatore          |
| -- | -------------------- | ----- | ------------------ |
| 1  | Italia (bandiera)    | P     | Cesare Vio         |
| 13 | Italia (bandiera)    | P     | Francesco Ferretti |
|    | Italia (bandiera)    | P     | Alberto Fissi      |
| 4  | Italia (bandiera)    | D     | Edoardo Colombo    |
| 14 | Italia (bandiera)    | A     | Filippo Bogliolo   |
| 2  | Italia (bandiera)    | D     | Giovanni Generini  |
| 8  | Italia (bandiera)    | D     | Niccolò Priolo     |
|    | Italia (bandiera)    | D     | Gianluca Mariani   |
|    | Sudafrica (bandiera) | CV    | Keygo Nunome       |
| 10 | Italia (bandiera)    | CV    | Federico Bogliolo  |

| N° |                     | Ruolo | Giocatore             |
| -- | ------------------- | ----- | --------------------- |
|    | Italia (bandiera)   | CV    | Alessandro Ronda      |
|    | Giappone (bandiera) | A     | Shota Hazui           |
| 5  | Italia (bandiera)   | A     | Marco Giordano        |
| 9  | Italia (bandiera)   | A     | Yvan Messina          |
| 12 | Italia (bandiera)   | A     | Michele Pesenti       |
| 6  | Italia (bandiera)   | CB    | Gianluca Benedetti    |
| 7  | Italia (bandiera)   | CB    | Marco Oneto           |
| 11 | Italia (bandiera)   | CB    | Andrea Bonomo         |
|    | Italia (bandiera)   |       | Abraham Acosta Merino |

| Allenatore: | Piero Ivaldi |

## Risultati

### Serie A1

#### Girone di andata
| Arbitri: | Bianchi Ricciotti |

|                                                                |           |                                      |
| Astarita: 4 Steardo: 3 Tullio: 2 Beltrame, Rinaldi, Tomašić: 1 | Marcatori | 1: Giordano, Messina, Oneto, Pesenti |

| Arbitri: | Caputi Petronilli |

|                                               |           |                                                                         |
| Oneto: 4 Giordano: 3 Pesenti: 2 E. Colombo: 1 | Marcatori | 5: Baraldi 2: Parisi, Primorac, Velotto 1: Borrelli, Brguljan, Esposito |

| Arbitri: | D. Bianco Lo Dico |

|                                                 |           |                                                                                      |
| Pesenti: 4 Acosta: 2 Bogliolo, Bonomo, Oneto: 1 | Marcatori | 5: Agostini 4: Damonte 3: J. Colombo, Elez 2: Alesiani, Fulcheris 1: Deserti, Grosso |

| Arbitri: | Bianco Pascucci |

|                                                                   |           |                                                              |
| A. Calcaterra: 4 Di Rocco: 3 Maddaluno, Vittorioso: 2 Africano: 1 | Marcatori | 3: Giordano 1: AcostM. a, Generini, Messina, Nunome, Pesenti |

| Arbitri: | Bianchi Scappini |

|                       |           |                                                                   |
| Oneto: 2 Benedetti: 1 | Marcatori | 3: Bruni, E. Di Somma 1: A. Di Somma, Gavazzi, Guidaldi, Marziali |

| Arbitri: | Paoletti Ricciotti |

|                                                                      |           |                                                         |
| Gallo: 4 Foglio, G. Mattiello, Radović: 2 Dolce, Mandolini, Rossi: 1 | Marcatori | 3: Priolo 2: Acosta 1: Giordano, Messina, Nunome, Oneto |

| Arbitri: | Daniele Rovida |

|                                       |           | |
| Oneto: 3 Acosta, Benedetti, Nunome: 1 | Marcatori | 4: Rizzo 3: F. Di Fulvio, Molina 2: Napolitano, C. Presciutti 1: Bodegas, Nora, N. Presciutti, Valentino |

| Arbitri: | Daniele Paoletti |

|                                                                       |           |                                         |
| Jelača: 3 Ferraris, Gaffuri: 2 Cesini, Gragnani, Hrošík, F. Pagani: 1 | Marcatori | 3: Oneto 2: Giordano 1: Pesenti, Priolo |

| Arbitri: | Bianchi Ricciotti |

|                                |           |                                                   |
| Giordano: 2 Nunome, Pesenti: 1 | Marcatori | 2: M. Gitto 1: Bini, Borella, A. Di Fulvio, Gobbi |

| Arbitri: | Alfi Fusco |

|                                                                         |           |                                                 |
| Drašković, Ferrone, Petković: 3 D. Mattiello: 2 Di Costanzo, Saviano: 1 | Marcatori | 2: Giordano 1: AcostM. a, Hazui, Oneto, Pesenti |

| Arbitri: | Pinato Sponza |

|                                                |           |                                                                              |
| F. Bogliolo, Hazui, Nunome, Pesenti, Priolo: 1 | Marcatori | 4: F. Lapenna 3: Figari, Ivović, Madaras 2: Aicardi, Felugo 1: D. Fiorentini |

#### Girone di ritorno
| Arbitri: | Colombo Calabro |

|                                        |           |                                                     |
| Hazui: 2 AcostM. a, Pesenti, Priolo: 1 | Marcatori | 4: Tomašić 2: Astarita 1: Beltrame, Steardo, Tullio |

| Arbitri: | Petronilli Riccitelli |

|                                                                 |           |                                       |
| Brguljan: 4 Baraldi 2 Borrelli, Buonocore, Morelli, Primorac: 1 | Marcatori | 1: Generini, Giordano, Hazui, Pesenti |

| Arbitri: | Castagnola Taccini |

|                                                             |           |                             |
| Damonte: 3 G. Bianco, Elez: 2 G. Fiorentini, Mistrangelo: 1 | Marcatori | 2: Pesenti 1: Hazui, Nunome |

| Arbitri: | Pascucci Calabro |

|                                                     |           |                                                                                                   |
| E. Colombo, Giordano: 2 AcostM. a, Hazui, Priolo: 1 | Marcatori | 3: A. Calcaterra, Vittorioso 2: Colosimo, Di Rocco 1: Africano, Gianni, Leporale, Maddaluno, Mele |

| Arbitri: | Collantoni Ricciotti |

|                                                                                            |           |                                                  |
| Camilleri: 4 E. Di Somma: 3 Vergano: 2 Boero, A. Di Somma, Lanzoni, Marziali, Passadore: 1 | Marcatori | 2: Giordano, Hazui 1: AcostM. a, Pesenti, Priolo |

| Arbitri: | Bianco Fusco |

|                                       |           |                                                                                                   |
| Nunome: 2 Generini, Hazui, Pesenti: 1 | Marcatori | 3: Radović 2: Foglio, RenzutI. o, E. Russo 1: Bertoli, Dolce, Klikovac, Mandolini, Rossi, Saccoia |

| Arbitri: | Ceccarelli Romolini |

| |           |          |
| Valentino: 3 F. Di Fulvio, Legrenzi, C. Presciutti, N. Presciutti, Rizzo: 2 Bodegas, Giorgi, Napolitano: 1 | Marcatori | 1: Hazui |

| Arbitri: | Alfi Gomez |

|                                                   |           |                                                                  |
| E. Colombo, Pesenti: 2 Giordano, Hazui, Priolo: 1 | Marcatori | 3: F. Pagani 2: Foti, Hrošík, Jelača 1: Cesini, E. Pagani, Susak |

| Arbitri: | Calabrò Navarra |

|                                                                    |           |                   |
| Bini: 4 Gobbi: 3 Dani, Sindone: 2 Borella, A. Di Fulvio, Eskert: 1 | Marcatori | 2: Hazui, Pesenti |

| Arbitri: | Fusco Navarra |

|                                     |           |                                                                                     |
| Giordano, Hazui, Pesenti, Priolo: 1 | Marcatori | 5: Sadovyy 4: Petković 2: Drašković 1: Di Costanzo, Ferrone, S. Luongo, Postiglione |

| Arbitri: | Ceccarelli Sgarra |

|                                                                                |           |                            |
| N. Gitto: 3 Felugo, Figari: 2 Figlioli, Giorgetti, Ivović, Joković, Lapenna: 1 | Marcatori | 2: AcostM. a 1: E. Colombo |

### Coppa Italia

#### Prima fase
| Arbitri: | Taccini Fusco |

|                                                         |           |                                                    |
| F. Pagani: 4 Foti, Hrošík: 2 Susak, Gragnani, Cesini: 1 | Marcatori | 1: Generini, E. Colombo, Giordano, Priolo, Pesenti |

| Arbitri: | Colombo Ercoli |

|                                                                   |           |                                                                                 |
| F. Bogliolo: 2 Acosta, Benedetti, Bonomo, E. Colombo, Generini: 1 | Marcatori | 4: Astarita, Tomašić 3: Rinaldi 1: Pagliara, Russo, Sassanelli, Steardo, Tullio |

| Arbitri: | L. Bianco Ercoli |

|                                             |           |                                                                              |
| G. Bogliolo, Generini, Giordano, Messina: 1 | Marcatori | 4: Agostini, Damonte 2: L. Bianco, Fulcheris 1: Alesiani, J. Colombo, Rubino |

## Statistiche
Statistiche aggiornate al 12 aprile 2014.

### Statistiche di squadra
| Competizione | Punti | In casa | In casa | In casa | In casa | In casa | In casa | In trasferta | In trasferta | In trasferta | In trasferta | In trasferta | In trasferta | Neutro | Neutro | Neutro | Neutro | Neutro | Neutro | Totale | Totale | Totale | Totale | Totale | Totale | DR   |
| Competizione | Punti | G       | V       | N       | P       | Gf      | Gs      | G            | V            | N            | P            | Gf           | Gs           | G      | V      | N      | P      | Gf     | Gs     | G      | V      | N      | P      | Gf     | Gs     | DR   |
| ------------ | ----- | ------- | ------- | ------- | ------- | ------- | ------- | ------------ | ------------ | ------------ | ------------ | ------------ | ------------ | ------ | ------ | ------ | ------ | ------ | ------ | ------ | ------ | ------ | ------ | ------ | ------ | ---- |
| Serie A1     | 0     | 11      | 0       | 0       | 11      | 65      | 153     | 11           | 0            | 0            | 11           | 57           | 136          | 0      | 0      | 0      | 0      | 0      | 0      | 22     | 0      | 0      | 22     | 122    | 289    | -167 |
| Coppa Italia | -     | 0       | 0       | 0       | 0       | 0       | 0       | 1            | 0            | 0            | 1            | 5            | 11           | 2      | 0      | 0      | 2      | 11     | 31     | 3      | 0      | 0      | 3      | 16     | 42     | -26  |
| Totale       | -     | 11      | 0       | 0       | 11      | 65      | 153     | 12           | 0            | 0            | 12           | 62           | 147          | 2      | 0      | 0      | 2      | 11     | 31     | 25     | 0      | 0      | 25     | 138    | 331    | -193 |

### Classifica marcatori
| Tot. | Giocatore             | A1 | CI |
| ---- | --------------------- | -- | -- |
| 24   | Michele Pesenti       | 23 | 1  |
| 23   | Marco Giordano        | 21 | 2  |
| 16   | Marco Oneto           | 16 | 0  |
| 15   | Shota Hazui           | 15 | 0  |
| 13   | Abraham Acosta Merino | 12 | 1  |
| 11   | Niccolò Priolo        | 10 | 1  |
| 8    | Keygo Nunome          | 8  | 0  |
| 8    | Edoardo Colombo       | 6  | 2  |
| 6    | Giovanni Generini     | 3  | 3  |
| 4    | Yvan Messina          | 3  | 1  |
| 4    | Federico Bogliolo     | 2  | 2  |
| 3    | Gianluca Benedetti    | 2  | 1  |
| 2    | Filippo Bogliolo      | 2  | 1  |
| 1    | Andrea Bonomo         | 1  | 1  |